# 2022年明尼蘇達州州務卿選舉
2022年明尼蘇達州州務卿選舉將於2022年11月8日舉行，選舉明尼蘇達州州務卿。現任民主黨州務卿史蒂·夫西蒙有資格尋求連任。